# Ove Emanuelsson
Sten Ove Lennart Emanuelsson, född 21 maj 1941 i Tidaholm, död 19 juni 2021, var en svensk kanotist. Han tävlade för Jönköpings KK och Tibro KK.
Emanuelsson tävlade för Sverige vid olympiska sommarspelen 1960 i Rom, där han slutade på fjärde plats i herrarnas C-1 1000 meter.
Vid olympiska sommarspelen 1964 i Tokyo slutade han på femte plats i herrarnas C-1 1000 meter. Vid olympiska sommarspelen 1968 i Mexico City slutade Emanuelsson på sjätte plats i herrarnas C-1 1000 meter. 
Emanuelsson är Stor grabb nummer 51 på Svenska Kanotförbundets lista över mottagare för utmärkelsen Stor kanotist.